# Ismail al-Azhari
Ismail al-Azhari «Sayyid» (àrab: إسماعيل الأزهري, Ismāʿīl al-Azharī) (Omdurman, 1900– Khartum, 26 d'agost de 1969) fou un home d'estat sudanès, primer ministre (1954-1956) i president del país (1964-1969).
Fill de notables religiosos, va estudiar a Khartum i a Beirut, i va esdevenir mestre de matemàtiques. Va treballar per l'administració colonial. Va cofundar el Congrés dels Graduats (1938) del que fou secretari i que va entrar en política el 1942, però en plena guerra els britànics van rebutjar les seves peticions. El Congrés es va dividir en moderats (partidaris de col·laborar amb els britànics i esdevenir independents) i radicals dirigits per Azhari, partidari de la unió a Egipte. El 1943 va fundar el grup Ashiqqa (Germans) que fou el primer partit polític del Sudan i va rebre el suport de la secta Khatamiyya, la segona en importància del país. Els nacionalistes van fundar el 1945 l'Umma National Party que va rebre el suport de la secta Ansar (mahdista). Va defensar en endavant la unió a Egipte; el 1948 va rebutjar participar en les eleccions per una assemblea legislativa sudanesa i les manifestacions que va organitzar van portar a la seva detenció i empresonament (1948-1949). El cop d'estat a Egipte de 1952 va canviar la situació; el rei Faruk I s'oposava a la independència del Sudan però el nou líder egipci, Muhammad Naguib, nascut al Sudan, i després Gamal Abdel Nasser, acceptaven la independència. El febrer de 1953 es va arribar a un acord entre egipcis, britànics i sudanesos per l'autogovern en tres anys. Va formar llavors el Partit Nacional Unionista (PNU sigles angleses NUP) per concórrer a les eleccions al parlament i assemblea constitucional que regiria Sudan per dos anys; la campanya va estar molt ben feta al contrari que les dels seus rivals, i el PNU va aconseguir la victòria (1953).
El 6 de gener de 1954 fou designat primer ministre. El primer problema que va enfrontar fou les relacions amb Egipte; en general els sudanesos volien una relació però no una unió i Azhari va saber canviar de posició copsant la voluntat popular i va acceptar la independència del Sudan no pressionant per imposar el seu punt de vista. L'1 de gener de 1956 es va proclamar la república del Sudan. Altre problema eren les relacions amb l'Umma, que volia un estat fort amb un president executiu, mentre Azhari advocava pel model parlamentari britànic, problema que no es va resoldre. I el tercer problema fou el del sud animista i cristià oposat als àrabs i als musulmans. La seva política aquí fou clarament repressiva volent solucionar l'afer amb mètodes policials, que van fracassar el 1955 quan va esclatar un motí entre les tropes de l'Equatorial Corps que es van estendre per tot el sud (vegeu primera guerra civil sudanesa). La pèrdua de suport popular una vegada aconseguida la independència, el va forçar a un canvi de govern el febrer de 1956, perdent el suport de la secta Khatamiya. El juny una part dels diputats unionistes seguidors de la secta Khatamiyya, i un altre grup procedent del partit Ashigga, es van escindir i van formar el Partit Democràtic Popular Sudanès (PDP) deixant al Partit Nacional Unionista (PNU) en minoria. Llavors l'Umma va fer caure al govern en una votació (4 de juliol) per 60 vots a 31 i l'endemà va formar govern el cap de l'Umma i del Front Independentista (FI), una coalició de parits independentistes), Abdallah Khalil, i va esdevenir cap de l'oposició.
Després del cop d'estat d'Ibrahim Abbud (1958) Azhari se li va oposar i el 1961 fou arrestat i exiliat a Juba. El 1964 va caure el règim militar a causa de les manifestacions populars i els partits van retornar. Azhari però no tenia el suport del partit i el seu prestigi com a polític no era suficient per governar. El 8 de juliol de 1965 va esdevenir president de la república, una posició honorífica sense poder executiu. Va restar en aquesta posició fins al cop d'estat del 25 de maig de 1969 del general Gaafar al-Nimeiry. Va morir setmanes més tarddesprés.